# سنگ‌تخت
سنگ‌تخت (به لاتین: Sanghi Takht) یک منطقهٔ مسکونی در افغانستان است که در ولسوالی شکردره واقع شده‌است. سنگ‌تخت ۲٬۲۶۵ متر بالاتر از سطح دریا واقع شده‌است.